# Pont (hameau)
Pour les articles homonymes, voir Pont (toponyme).
Pont appelé plus tard Pont-lès-Vesoul et parfois orthographié Ponts, était un hameau situé dans le comté de Bourgogne qui exista du VIe siècle au XVIIIe siècle. Le hameau était situé à l'intersection entre les villes actuelles d'Échenoz-la-Méline, Vesoul et Noidans-lès-Vesoul. Les écrits médiévaux et les fouilles archéologiques liées à l'aménagement de zones résidentielles et industrielles durant l'époque contemporaine permirent la découverte de son histoire.
La hameau prit de l'ampleur au Moyen Âge en comptant une église paroissiale et en étant l'un des sanctuaires les plus importants de la région. Au total, le hameau était composé d'au moins une église, un presbytère, deux cimetières, un moulin et de plusieurs habitations.

## Géographie

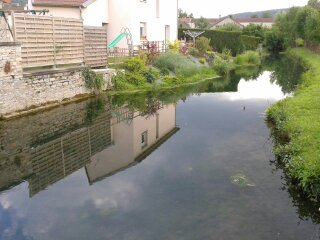
La présence de la Méline permit les activités du moulin de Pont, mais favorisa par ailleurs les inondations dans le hameau.

Le hameau était situé au niveau de l'actuel magasin sud de l'usine PSA de Vesoul, cependant à l'époque de l'existence du hameau, les limites territoriales de Vesoul n'allaient pas jusque là, elles s'arrêtaient aux rives du Durgeon. En distance orthodromiques, le Vieux-Vesoul était situé à un peu plus d'un kilomètre du hameau.
Au niveau topographique, la surface du site et relativement plane, la dépression topographique de la vallée de la Méline se trouve à environ 1 kilomètre du hameau. La hameau était de ce fait localisé proche de la Méline. Un moulin était d'ailleurs en activité à Pont. L'altitude du hameau était de 221 mètres.
Une route, qui correspond à peu près à l'actuel tracé de la route départementale 13, passait proche du hameau, et permettait de rejoindre Noidans.

## Toponymie
Le nom de Pont proviendrait d'un pont qui existait autrefois et qui reliait Vesoul à Échenoz, car la prairie du hameau de Pont était marécageuse et la présence de la Méline dans la zone favorisait les inondations. C'est ainsi qu'un, voire plusieurs, ponts surplombaient des tranchées qui ont été creusées pour laisser couler l'eau,.
Toutefois, le nom complet de Pont-lès-Vesoul n'est attesté qu'en 1301.

## Histoire

### Moyen Âge

Les pagi bourguignons au IXe siècle, le comté de Port, auquel appartenu Pont, en est l'un des plus vastes.

Fondé au VIe siècle, le hameau est présenté comme un sanctuaire doté d'une église qui est devenue le siège d'une paroisse dédiée à Saint-Martin-de-Pont. Les vestiges de l'église Saint-Martin-de-Pont ont été découverts entre le 10 et le 20 mai 2005, à la suite de travaux de terrassement réalisés dans une partie du magasin sud de l'usine PSA de Vesoul (ancienne usine Dollé-Chaubey). Ces fouilles ont permis d'établir un diagnostic révélant que l'église, dont la construction a été datée entre le VIIe siècle et le Xe siècle, était de plan rectangulaire et mesurait 33 mètres de longueur pour 9,50 mètres de largeur. Aussi, elle était pourvue d'un clocher carré,.
À sa création, le territoire de Pont appartenait au pagus Colerensis, qui avait pour chef-lieu Corre et qui s'étendait de la Vôge jusqu'aux portes de Besançon. Ce pagus avait été fondé au Ve siècle par les Burgondes arrivé en Séquanie. Après que Corre ait été laissé en ruines, la capitale du pagus est transférée à Port-Abucin (Port-sur-Saône), cité qui a pu se développer grâce à sa position sur la Saône, et se renomma alors pagus Portuensis (comté de Port en français).
En 887, Port-Abucin est ruiné  par les Normands, de même que le hameau de Pont et qu'une bonne partie du comté ; par la suite les comtes de Port décident de transférer à nouveau leur capitale vers un autre site à 15 kilomètres de Port-Abucin : la Motte de Vesoul, où est déjà situé un petit castellum, privilégiée pour sa position stratégique en hauteur. Le hameau de Pont se voit donc être à proximité de la capitale d'un vaste comté, ce qui lui permettra de l'aider à se développer. La capitale Vesoul est ainsi fondée et les comtes de Portois édifièrent le Castrum Vesulium sur la motte ce qui permet également à Pont d'être sous la protection du château. En 986, le comté de Bourgogne est créé par fusion du comté de Vesoul et des 3 autres comtés bourguignons situés au sud de celui-ci. Ainsi, le comté de Vesoul disparut mais, au début du premier millénaire, Vesoul est érigé en vicomté par le comte palatin Otte-Guillaume. Pont ainsi qu'une vingtaine de villages environnants appartiennent donc à cette vicomté.
En 1032, une chapelle consacrée à saint Georges est construite à Vesoul, en tant qu’auxiliaire de l'église de Pont. L'église sera mentionnée dans divers écrits notamment en 1182 et 1184.

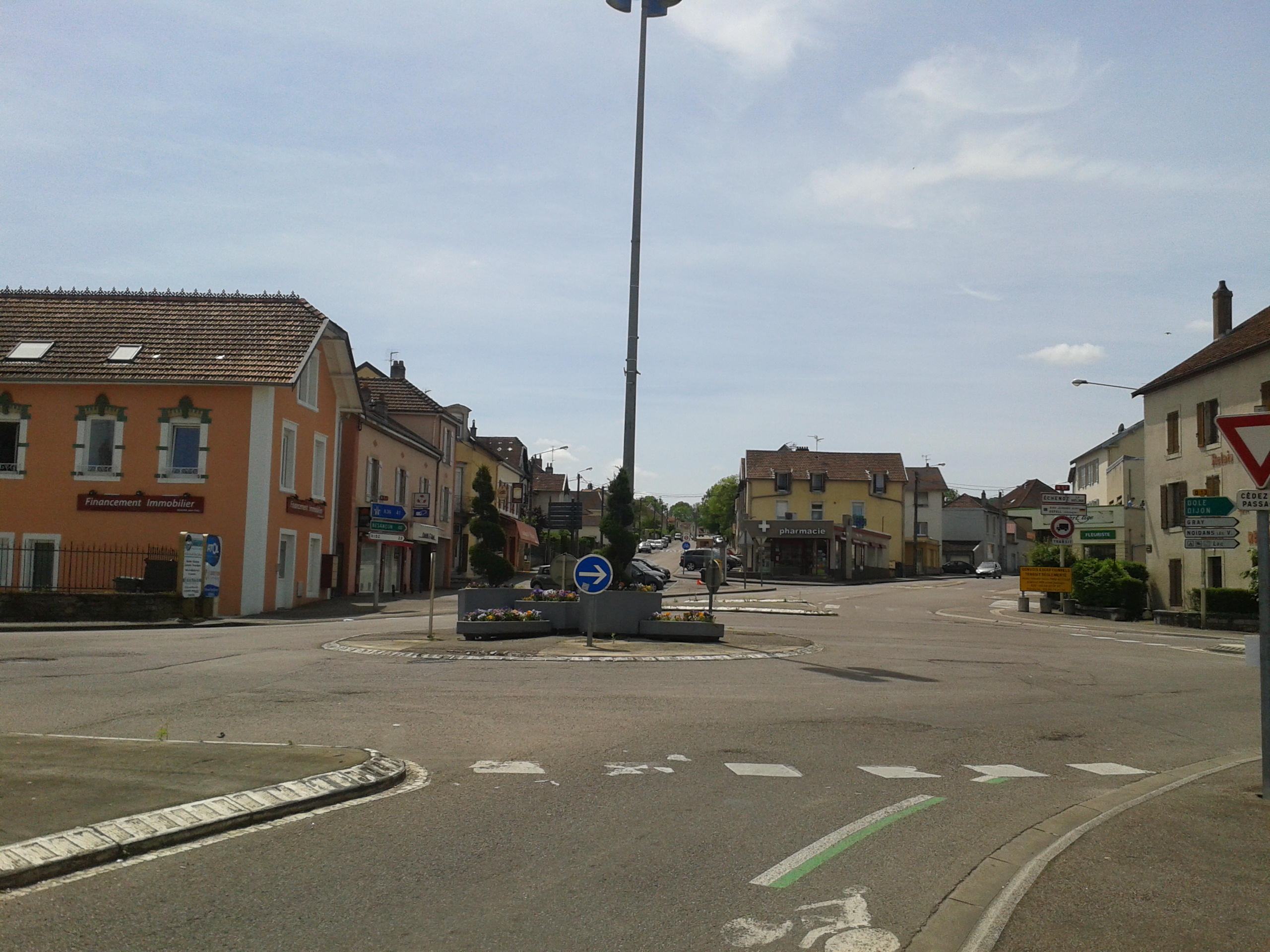
La maladrerie de Pont était située à la place de la « brasserie de Bellevue » sur l'actuel carrefour de la Libération, autrefois appelé carrefour de Vesoul-Bellevue.

Jusqu'en juillet 1247, la paroisse de l'église Saint-Martin-de-Pont s'étendait sur plusieurs bourgs et communes : Pont, Vesoul, Les Haberges, Coulevon, Navenne, Graisse, Echenoz et une partie de Noidans. À partir de cette dernière date, la commune de Vesoul s'est créé une paroisse sur demande des Vésuliens et c'est ainsi que la paroisse de Pont se limita jusqu'au Durgeon. Les bourgs au delà du Durgeon tels que Vesoul mais aussi Coulevon, Les Haberges et le Castrum Vesulium furent intégrés à la Paroisse de Vesoul, qui a été créée en septembre 1247 par bulle du pape Innocent IV. Au XIIIe siècle, la ville de Vesoul totalisait environ 1000 habitants et le hameau de Pont, une trentaine de maisons.
Au cours de la deuxième moitié du XIIIe siècle, une maladrerie est annexée au hameau à 300 mètres à l'Est de l'église de Pont. Dirigée par le curé de Pont, elle desservait tous les villages et bourgs appartenant à la paroisse de Pont. Les seigneurs de Faucogney, qui étaient également vicomtes du château de Vesoul de 1019 à 1347, apprécièrent le hameau de Pont et firent de nombreux dons à l'église et à la maladrerie comme notamment une rente de vingt sol vers 1190. D'autres personnages locaux ont réalisé des dons pour le hameau comme une maison et le moulin de Pont, donné à la maladrerie en 1280. Un cimetière, du nom de cimetière des pendus, accolé à la maladrerie servait aux personnes qui n'avaient pu être soignées dans l'établissement. Supprimé en 1794, il était clos de murs et faisait 445 mètres carrés.
En 1333, le bailliage d'Amont, qui a pour capitale Vesoul, est créé par Philippe VI de France ; le hameau de Pont y est rattaché.
En 1438, le moulin de Pont est détruit.
À la suite du siège de Vesoul de 1595, le prieuré du Marteroy est brûlé et ravagé. De 1600 à 1627, le prieuré est réuni avec l'église Saint-Martin-de-Pont et un édit de 1615 autorise le prieur de Marteroy à rendre justice à Pont-lès-Vesoul est établi (cf Monnier).

### Temps modernes

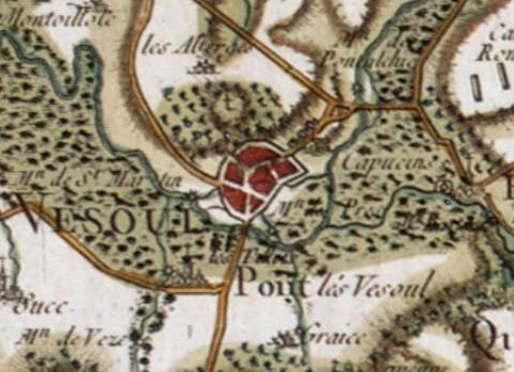
Pont-lès-Vesoul sur la carte de Cassini. En rouge le bourg de Vesoul (actuel Vieux-Vesoul).

À partir du 5 juillet 1600, à la suite de la destruction du prieuré du Marteroy par les troupes d'Henri IV lors de l'invasion de la Franche-Comté en 1595, les moines du Marteroy firent leurs offices en l'église de Pont, après avoir exercés à la chapelle du Rosaire à Vesoul. Le prieur du Marteroy officiera jusqu'en 1627.
Par demande des habitants d'Échenoz (1751 et 1765), l'église et la paroisse de Pont sont transférées à Échenoz ; c'est alors que, par décret de l'archevêque de Besançon, elle est détruite en 1766 et les pierres de l'église sont réutilisées pour construire l'église Saint-Martin-de-Tours d'Échenoz-la-Méline en 1774. Le saint patron d'Échenoz est resté Saint-Martin et il en est de même pour l'église de Navenne et de Pusy. En 1775, le presbytère et le cimetière jouxtant l'église sont également transférés à Échenoz-la-Méline. C'est ainsi que le hameau perd son rôle de sanctuaire et disparaît petit à petit au profit des bourgs de Vesoul et d'Échenoz-la-Méline qui se développent et comptent déjà respectivement, à la fin du XVIIIe siècle, 5 400 et 750 habitants. De par sa situation géographique et son histoire, le hameau de Pont constitue donc « l'ancêtre » de la commune d'Échenoz-la-Méline.

Le château de Pont, aujourd'hui détruit.

Dans les années 1830, quelques pièces en argent dont l'une datant de 1704 a été retrouvé à Pont.
Aujourd'hui, quelques lieux publics, situés proche de l'ancien hameau, portent des noms en hommage à Pont. Une des écoles d'Échenoz-la-Méline, autrefois appelée école Émile Gebs du nom de Jules Émile Gebs, maire d'Échenoz de 1929 à 1944 et conseiller d’arrondissement, a été inauguré en 1936 et porte le nom d'école de Pont. De plus, une voie a été nommée Impasse de Pont au niveau de l'ancien hameau.

## Démographie

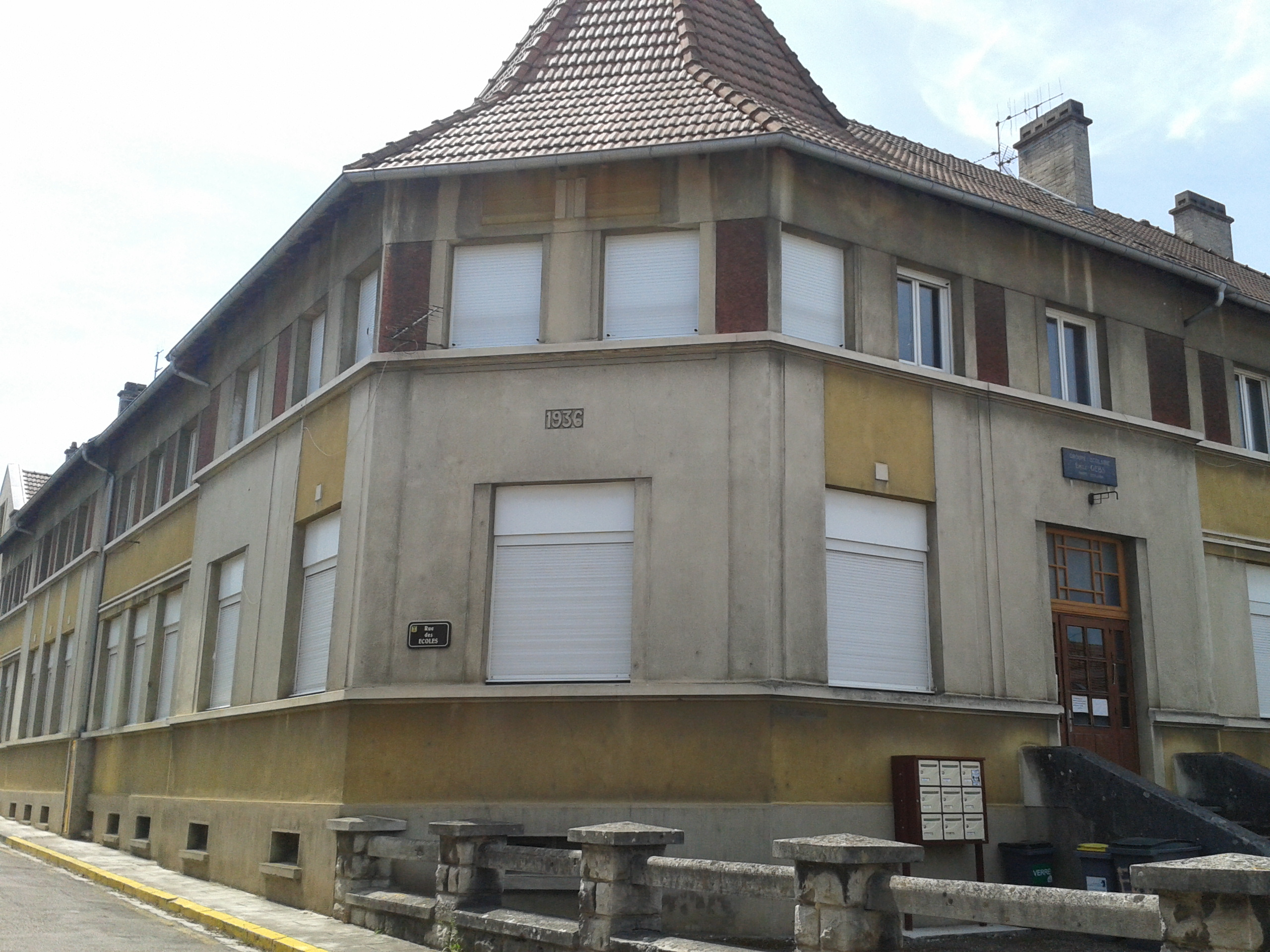
L'école de Pont.

En 1184, le hameau comptait 28 maisons, soit théoriquement environ entre 50 et 80 habitants. Au XIVe siècle, le hameau totalisait environ 10 maisons.
En 1856, le hameau compte 150 habitants.